# الیزابت (فیلم)
الیزابت (به انگلیسی: Elizabeth) شناخته‌شده با نام الیزابت :۱۹۹۸؛ فیلمی در ژانر زندگی‌نامه‌ای و درام تاریخی به نویسندگی مایکل هرست و کارگردانی شکهار کاپور با بازی کیت بلانشت و محصول کشور انگلستان در سال ۱۹۹۸ میلادی است. این فیلم به زندگی ملکه الیزابت یکم و چگونگی به سلطنت رسیدن او می‌پردازد. در سال ۲۰۰۷ دنباله این فیلم با نام الیزابت: عصر طلایی ساخته شد.
الیزابت: ۱۹۹۸ ابتدا به عنوان یک فیلم هنری به بازار عرضه شد؛ اما استقبال از آن به حدی خوب بود که به صورت گسترده در سینماهای آمریکا و اروپا به نمایش درآمد. ابتدا در ۸ سپتامبر ۱۹۹۸ در پنجاه و پنجمین جشنواره بین‌المللی فیلم ونیز و سپس در ۲۳ اکتبر در بریتانیا به نمایش درآمد. این فیلم به یک موفقیت تجاری و انتقادی تبدیل شد. منتقدان کارگردانی، طراحی صحنه و لباس، ارزش‌های تولید و مهم‌تر، عملکرد بلانشت را ستایش کردند و او را به شهرت بین‌المللی رساندند. این فیلم تنها از طریق فروش از گیشه، ۸۲ میلیون دلار در مقابل بودجه ۳۰ میلیون دلاری‌اش سودآوری داشت.

## داستان
در سال ۱۵۵۸، ماری یکم ملکه متعصب کاتولیک انگلستان، دختر هنری هشتم از همسر اولش، کاترین آراگون در حال قتل‌عام پروتستانی‌ها در انگلستان است. تنها وارث ماری، خواهر ناتنی بیست و پنج ساله‌اش الیزابت است. او نیز دختر هنری هشتم است؛ اما از همسر دومش، آن بولین و از همه مهم‌تر یک پروتستانی‌است. الیزابت که پیشتر به دست داشتن در شورش علیه ماری متهم و در بازداشت خانگی بود، آزاد می‌شود. نزدیکان ماری او را تحریک می‌کنند که الیزابت یک پروتستانی و دشمن دین مقدس و کلیسای کاتولیک است و باید کشته شود؛ اما ماری تا آخرین لحظات در شک و تردید می‌ماند تا اینکه براثر تومور سرطانی در رحم خود می‌میرد. در نتیجه الیزابت زنده می‌ماند و ملکه انگلستان می‌شود.
مشاور او ویلیام سیسیل توضیح می‌دهد که به دلیل بدهی‌ها، زیرساخت‌های دولت در حال فروپاشی‌است. خزانه خالی است و ارتش یکپارچه‌ای هم وجود ندارد و کشور توسط همسایگان طمع‌کار و اشراف خیانتکار محاصره شده است. سیسیل به الیزابت توصیه می‌کند که ازدواج کند و وارثی بیاورد تا حکومتش تضمین شود؛ اما الیزابت علاقه‌ای نشان نمی‌دهد و به رابطه عاشقانه خود را با لرد رابرت دادلی ادامه می‌دهد. سیسیل، فرانسیس والزیگهام، یک تبعیدی پروتستانی زیرک که از فرانسه بازگشته بود را به عنوان محافظ و مشاور الیزابت منصوب می‌کند.
در این شرایط، ماری گیز ملکه فرانسوی یاغی، با ۴۰۰۰ سرباز خود به اسکاتلند حمله می‌کند. الیزابت که با استراتژی‌های نظامی آشنا نیست و توسط مشاوران در شورای جنگ مورد سرزنش قرار می‌گیرد، دستور پاسخ نظامی می‌دهد؛ اما وقتی سربازان حرفه‌ای فرانسوی نیروهای انگلیسی بی‌تجربه را شکست می‌دهند فاجعه بار می‌شود. والسینگهام به الیزابت می‌گوید که اربابان و کشیشان کاتولیک، عمداً ارتش الیزابت را از داشتن سربازان مناسب محروم کردند تا از شکست آنها برای استدلال برکناری الیزابت استفاده کنند. الیزابت با درک عمق توطئه علیه خود و گزینه‌های رو به کاهشش، شرایط ماری گیز را می‌پذیرد تا با برادرزاده‌اش هنری، دوک آنژو ازدواج کند.
در عین حال الیزابت برای تحکیم حکومت خود و بهبود شکاف‌های مذهبی انگلستان و به دنبال کاهش قدرت و نفوذ کشیشان، قانون «یکنواختی مذهب» را معرفی می‌کند که مسیحیان انگلستان را زیر نظر «کلیسای انگلیس» متحد می‌کند و ارتباط آنها را با قدرت روم و واتیکان قطع می‌کند. در پاسخ به تصویب این قانون، پاپ پیوس پنجم در واتیکان، کشیشی را به انگلستان می‌فرستد تا به نورفولک و همراهانش در توطئه رو به رشدشان برای سرنگونی الیزابت کمک کند. الیزابت ناآگاه از نقشه، هنری فرانسوی را ملاقات می‌کند؛ اما می‌فهمد که او یک دیوانه فاسد است. ویلیام سیسیل به دلیل عدم تصمیم‌گیری و علاقه الیزابت در رابطه با ازدواج، فاش می‌کند که معشوقه‌اش لرد رابرت قبلاً ازدواج کرده است. الیزابت از رابرت فاصله می‌گیرد و پیشنهاد ازدواج هنری را نیز رد می‌کند.
الیزابت از یک سوءقصد جان سالم به در می‌برد که شواهدی مبنی بر دخالت ماری گیز در آن وجود دارد؛ پس والسینگهام را می‌فرستد تا مخفیانه با ماری گینز به بهانه اینکه بار دیگر قصد ازدواج با هنری را دارد، در اسکاتلند ملاقات کند. اما والسینگهام، گیز را در خوابگاهش ترور می‌کند. وقتی ویلیام سیسیل از او می‌خواهد که روابط خود را با اسپانیایی‌ها مستحکم کند؛ اما الیزابت او را از سمت خود برکنار کرده و تصمیم می‌گیرد که از سیاست‌های خود پیروی کند.
والسینگهام در مورد توطئه دیگری برای کشتن الیزابت، که توسط کشیش کاتولیک طراحی شده هشدار می‌دهد. به دستور الیزابت، او کشیش را دستگیر می‌کند و کشیش، نام توطئه‌گران و توافق واتیکان برای رساندن نورفولک به تاج پادشاهی انگلیس در صورت ازدواج با ماری، ملکه اسکاتلند را فاش می‌کند. والسینگهام نورفولک را دستگیر و او و همه توطئه‌گران به جز لرد رابرت را اعدام می‌کند. الیزابت جان رابرت دادلی را می‌بخشد تا همواره به یاد آورد که چقدر به نابودی نزدیک شده بود.
الیزابت با الهام از مریم مقدس موهای خود را کوتاه می‌کند و ظاهر خود را از مادر باکره الگوبرداری می‌کند و در صحنه پایانی با گفتن «من با انگلستان ازدواج کردم» به عنوان «ملکه باکره» بر تخت سلطنت می‌نشیند.

## بازیگران
- کیت بلانشت در نقش ملکه الیزابت یکم
- جفری راش در نقش فرانسیس والزیگهام
- جوزف فاینز در نقش رابرت دادلی
- ریچارد اتنبرا در نقش ویلیام سیسیل - اولین بارون بورگلی
- کریستوفر اکلستون در نقش توماس هاوارد - چهارمین دوک نورفولک
- جیمز فرین در نقش آلوارو د لا کوادرا
- اریک کانتونا در نقش پل دو فوکس
- ونسان کسل در نقش هنری دوک آنژو
- کیتی برک در نقش ملکه ماری یکم
- فنی اردان در نقش ماری گیز
- امیلی مورتیمر در نقش کت اشلی
- کلی مکدونالد در نقش ایزابل نولیز
- جیمی فورمن در نقش ارل ساسکس
- ادوارد هاردویک در نقش هنری فیتز آلن - نوزدهمین ارل آروندل
- آماندا رایان در نقش لتیس هاوارد
- ترنس ریگبی در نقش اسقف استیون گاردینر
- دنیل کریگ در نقش جان بالارد
- جان گیلگد در نقش پاپ پیوس پنجم
- کنی داوتی در نقش سر توماس الیوت
- آنگوس دیتون در نقش آرماگیل واد - رئیس خزانه
- ولادیمیر وگا در نقش کاردینال واتیکان
- جرج یاسومی در نقش فیلیپ دوم پادشاه اسپانیا
- جو وایت در نقش ارباب برج
- بن فراین در نقش یوف
- برندان اوهی در نقش لرد ویلیام هاوارد
- ادوارد هایمور در نقش لرد هاروود
- جوزف او کانر در نقش ارل دربی
- ویوین هورن در نقش لیدی آروندل
- دیزی بیوان در نقش دختر آروندل
- آلفی آلن در نقش پسر آروندل
- مایکل بینت در نقش اسقف کارلایل

## ساخت
این فیلم به دلیل تلاش برای واقع‌گرایی در بازسازی ظواهر تاریخی از جمله لباس‌ها و بناها مورد ستایش قرار گرفت.

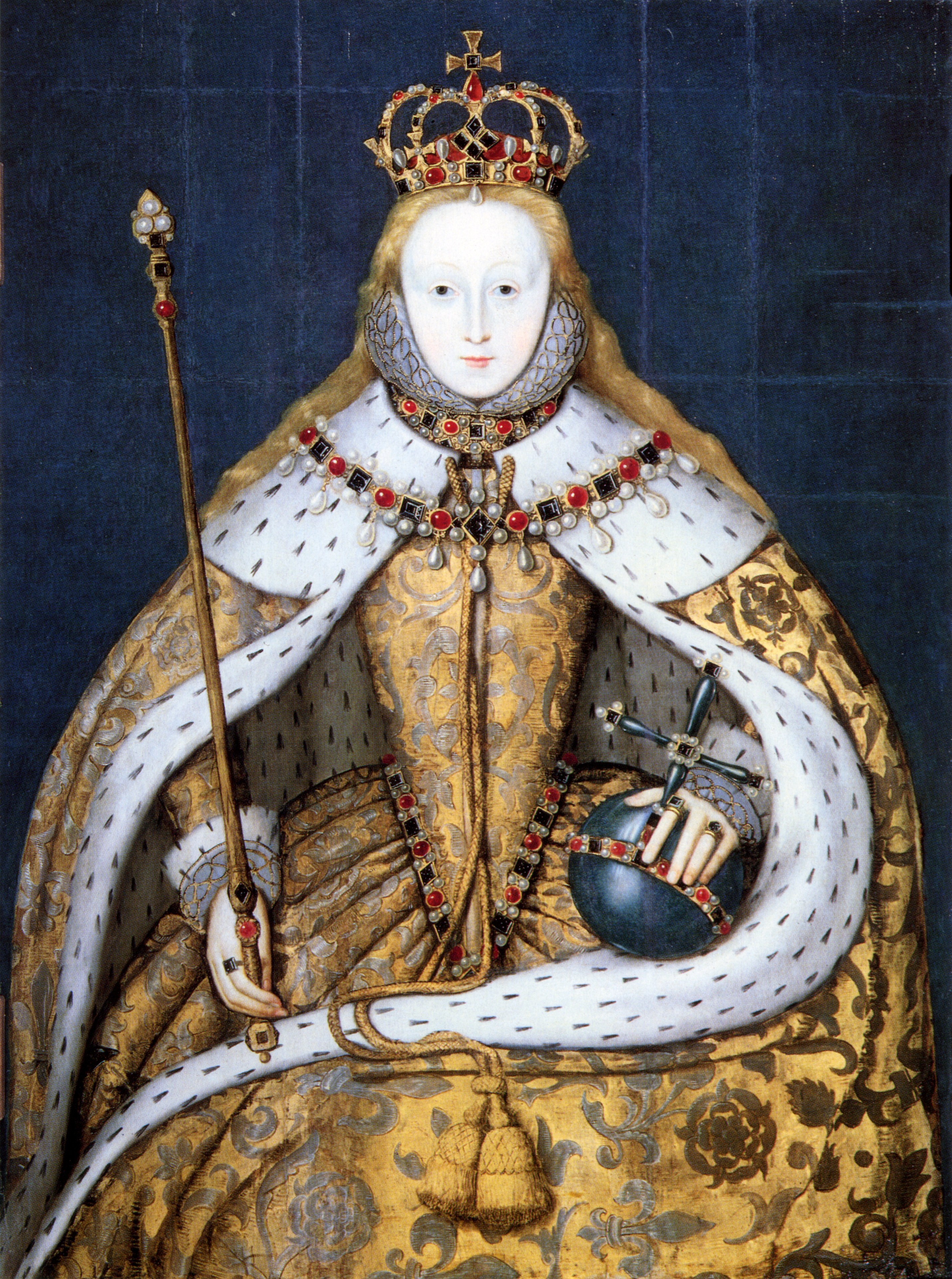
نقاشی «تاج‌گذاری الیزابت» به عنوان پایه‌ای برای فیلم‌برداری و لباس کیت بلانشت در صحنه تاج‌گذاری در فیلم مورد استفاده قرار گرفت؛ اگرچه این نسحه، یک کپی (منصوب به نیکلاس هیلیارد) از نسخه اصلی نقاشی می‌باشد که اکنون گم شده است.

انتخاب اصلی کاپور برای این نقش، امیلی واتسون بود؛ اما او آن را رد کرد. در سال ۲۰۰۷، بلانشت و راش نقش خود را در فیلم بعدی کاپور، الیزابت: عصر طلایی، که بخش بعدی سلطنت الیزابت را پوشش می‌دهد، بازی کردند.

## بازخورد
این فیلم با استقبال خوب منتقدان مواجه شد. در وب‌سایت جمع‌آوری نقد راتن تومیتوز بر اساس ۶۵ بررسی، با میانگین امتیاز ۷٫۴۰ از ۱۰، دارای امتیاز ۸۳٪ است. اجماع سایت چنین می‌گوید: «الیزابت صرفاً یک درام تاریخی نیست؛ اما حامل سفری غنی و پر از تعلیق به قلب سیاست سلطنتی بریتانیا است و دارای یک اجرای معمولی و[در عین حال]برجسته از کیت بلانشت است».
متاکریتیک بر اساس ۳۰ منتقد، امتیاز ۷۵ از ۱۰۰ را به این فیلم داده است که نشان‌دهنده «بررسی‌های عموماً مطلوب» است.

## انتقادات
الیزابت به خاطر گستردگی در دروغ‌پردازی و تحریف جدول زمانی تاریخی، برای نشان دادن رویدادهایی که در اواسط تا اواخر دوره سلطنت الیزابت رخ داده‌اند در ابتدای فیلم، مورد انتقاد قرار گرفت.
پاتریک کالیسون در گفته‌های خود دربارهٔ «الیزابت اول» در دیکشنری بیوگرافی ملی آکسفورد، فیلم را چنین توصیف کرد:
«گویی حقایق شناخته‌شده سلطنت، به علاوه بسیاری از مواردی که تاکنون ناشناخته بودند، مانند تکه‌های اره‌موییِ منبت‌کاری، تکان خورده و به‌طور تصادفی روی میز پراکنده شده‌اند!»
کارول لوین که در سال ۱۹۹۹، فیلم را برای چشم‌اندازهای تاریخ بررسی می‌کرد، از فیلم به خاطر نمایش الیزابت به عنوان «شخصیتی بسیار ضعیف و پرخاشگر که اغلب قضاوات وحشتناکی از خود نشان می‌داد» انتقاد کرد که برخلاف توصیف‌های تاریخی از او به‌عنوان حاکمی قوی، قاطع و باهوش است. به‌طور کلی، لوین شخصیت الیزابت در فیلم را وابسته به والسینگهام توصیف کرد. علاوه بر این نمایش کاملاً نادرست و غیر واقعی از رابطه او با رابرت دادلی، به عنوان معشوقه، نمونه‌هایی هستند که در آن الیزابت، شخصیتی ضعیف و تحت سلطه مردان اطرافش به نظر می‌رسد.
به طوری کلی، الیزابت «فیلمی جذاب اما بدون صحت تاریخی» تعریف می‌شود.

## جوایز
این فیلم موفق به دریافت ۴۶ نامزدی و برنده ۲۱ جایزه از جمله جوایز اسکار گلدن گلوب آکادمی فیلم بریتانیا شد.
در پنجاه و ششمین جوایز گلدن گلوب، سه نامزدی دریافت کرد؛ از جمله جایزه بهترین فیلم درام و بهترین بازیگر زن که بلانشت برنده آن شد. این فیلم دوازده نامزدی در پنجاه و دومین دوره جوایز فیلم آکادمی بریتانیا دریافت کرد که برنده پنج جایزه از جمله جوایز فیلم برجسته بریتانیا و بهترین بازیگر زن برای بلانشت شد. در هفتاد و یکمین دوره جوایز اسکار، هفت نامزدی دریافت کرد، از جمله برای بهترین فیلم و بهترین بازیگر زن (برای بلانشت) که در نهایت جایزه اسکار بهترین گریم را از آن خود کرد.